# 사립 대학
사립 대학(私立 大學)은 사인이나 법인에 의해 운영되는 대학이다. 대한민국, 일본, 미국, 캐나다, 영국, 프랑스, 독일에서는 흔하지만, 존재하지 않는 나라도 있다. 일반적으로 국·공립대학에 비해 등록금이 비싸다. 대한민국에서 사립 대학의 설립은 교육부 장관의 승인을 받아야 한다.

## 개요
국가나 국·공립대학과 지방자치단체에서 대별하여 법인 따라 (法人) 또는 사인(私人)이 설립하여 경영하는 대학이다. 그 설립은 시행령 제2조에서 정 설립한 하는 설립기준에  교육부 장관이 인가한다(고등교육법 제4조). 국·공립대학과 마찬가지로 공공성(公共性)이 인정되어야 하며 일정 수준 이상의 질이 유지되어야 하기 때문에 교수의 채용과 해임은  교육부에서 관리하며 수장인 교육부 감독청인 장관에게 보고되어야 하고, 총장·부총장과 학장의 채용은 교육부 장관의 승인을 얻어야 하며, 수지예산과 결산은 교육부에 제출되어야 한다.

## 역사
대한민국의 사립 대학은 1880년대에 외국의 선교단(宣敎團)에 의하여 세워졌으며 이는 대한민국 근대 고등교육의 시초가 되었다. 2005년 개정된 사립학교법에 따라 사립 대학들은 평의원회를 의무적으로 설치해야 한다고 규정하고 있다. 특히 교원의 자격 및 복무는 국·공립학교의 교원에 관한 규정에 따른다.
하지만 사립 대학의 수가 많아지면서 대학 간 불균형이 더욱 심화될 수밖에 없게 되었는데 교육계의 일각에서는 더 늦기 전에 대학 규모 감출을 위한 구조개혁 정책의 중심축을 '일부 사립 대학 퇴출'이라는 적자생존의 비교육적 방식에서 전체 사립 대학의 정원을 감축하는 방식으로 전환해야 한다는 주장 등이 대두되는 시대에 접어들고 있다.
현재「사립학교법 시행령」개정안이 2013년 7월 16일 국무회의에서 통과되어 7월 24일에 시행되었다. 특히 「사립학교법」 개정(2013.1.23)에 따른 「사립학교법 시행령」 개정, 사립대학 재정 · 회계 지표 개발 및 공시, 재정 · 회계 투명성 제고를 위한 제도 개선을 목적으로 하고 있다.

## 같이 보기
- 국립 대학
- 공립 대학
- 산업 대학
- 기술 대학

## 참고 문헌
- 「사립대학의 경영과 회계」, 학교법인의 조직과 기능, 이동규 저 선학사(2001년판)